# 서울 봉은사 비로자나불도
서울 봉은사 비로자나불도(서울 奉恩寺 毘盧舍那佛圖)는 서울특별시 강남구 삼성동, 봉은사에 있는 조선시대의 불화이다. 2007년 9월 27일 서울특별시의 유형문화재 제232호로 지정되었다.

## 개요
현재 판전의 후불탱화로 봉안되어 있는 비로자나불화로, 1886년 칠성도, 산신도와 함께 조성되었으나 칠성도는 1942년에 북극보전을 지으면서 그곳으로 이안하였고 산신도는 남아있지 않다. 등운 수은(騰雲 修隱)이 화주가 되어 상궁 8인의 시주로 조성하였으며, 영명 영기(影明 影機)의 주도 하에 경선 응석(慶船 應釋)이 출초를 하고 동호 진철(東昊 震徹), 연하 계창(蓮荷 啓昌), 종현 현조(宗現 賢調), 혜능 창인(惠能 彰仁) 등이 함께 제작하였다. 세로 302.3cm, 가로 236cm의 면본채색화로서, 비로자나삼존과 가섭존자, 아난존자, 사천왕만을 그린 간단한 구도를 취하고 있다.
본존인 비로자나불은 수미단 위의 연화대좌 위에 지권인을 결하고 안정감있는 자세로 결가부좌하고 있다. 화염에 둘러싸인 이중륜광(二重輪光)을 두르고 있는데, 신광의 내부는 금색으로 칠하여 마치 비로자나의 몸에서 빛이 퍼져 나가는듯한 느낌을 준다. 둥글고 원만한 상호에 작은 이목구비가 단정하며 육계는 높고 뾰족하며 정상계주와 중간계주가 묘사되었다. 신체는 지권인을 결하여서인지 어깨가 좁아 보이지만 결가부좌한 자세가 안정감이 있고 균형있는 모습을 보여준다. 착의법은 통견으로, 붉은 대의 가장자리에는 잔잔하게 화문이 장식되어 있다. 본존의 아래에는 문수보살과 보현보살이 연꽃 위에 반가좌한 자세로 앉아있다. 문수보살은 여의(如意), 보현보살은 백련(白蓮)을 들고 본존을 향했는데 이들 역시 본존과 같은 모습으로 둥근 얼굴에 이목구비가 작다.
본존의 좌우에는 왼쪽에 가섭존자, 오른쪽에 아난존자가 두 손을 모으고 본존을 향해 서있다. 두 존자 모두 녹색의 두광을 두르고 붉은 가사를 걸치고 있는데, 주름이 깊고 백발이 성성한 가섭존자는 오른손으로 왼손을 감싸 쥐고 있는 반면 젊은 사미승같은 아난존자는 두 손을 가지런히 모으고 있는 모습이 대조적이다. 화면의 가장자리에는 좌우 각 2구씩 사천왕이 배치되었다. 사천왕은 보통 화면의 하단부에 2구씩 묘사되는 것이 일반적이지만 여기에서는 아래, 위로 배치되어 불, 보살을 외호하는 호법신의 모습을 잘 표현하였다. 향우측 상단부의 천왕은 비파를 연주하고 있으며 아래쪽의 천왕은 비스듬히 칼을 들고 서있다. 반대편에는 용과 여의주를 든 천왕, 위쪽에는 7층탑을 받쳐 든 천왕이 그려져 있다. 보관을 쓰고 붉은색의 옷을 입은 천왕은 수염이 더부룩하고 두 눈을 부릅 뜬 모습이 신장으로서의 용맹함을 나타내고 있지만 놀란 듯한 동그란 두 눈은 19세기 후반 경기도지역 불화에서 흔히 볼 수 있는 것으로, 해학적인 느낌을 준다. 적색을 위주로 하여 녹색과 황색, 흰색 등을 사용하였으며, 특히 청련 대좌를 비롯하여 하늘, 보살과 천왕의 옷에 부분적으로 청색을 가하여 마치 청색과 적색이 주조색인 것처럼 보인다. 또 비로자나의 신광 내부를 금색으로 칠하여 장광상(丈光相)을 효과적으로 표현하고 있다.
화기
緣化秩 證明比丘虎峯應奎 漢隱正俊 幻隱允定 誦呪啓天 金魚影明影機 出草片手慶船應釋 東昊震徹 蓮荷啓昌 宗現賢調 惠能彰仁 供司沙彌若訥 別供沙彌奉禪 來往童子泰福 都監淸霞包舍 化主騰雲修隱 施主秩 尙宮八人其他信男女五人 光緖十二年丙戌四月造成于 廣州修道山奉恩寺奉安于板殿

이 불화는 일반적인 후불탱화와 달리 비로자나 삼존과 가섭존자, 아난존자, 사천왕만을 그린 간단한 구도를 취하고 있는데, 음영이 묘사된 권속들의 얼굴과 신광내부를 금색으로 처리한 수법 등은 19세기 말 서울, 경기 지역에서 특히 유행한 불화양식을 잘 보여주고 조선말기 왕실 발원 불화의 하나로서 가치가 있으므로 서울시 유형문화재로 지정한다.

## 참고 자료
- 서울 봉은사 비로자나불도 - 국가유산청 국가유산포털